# Chennevières-lès-Louvres
Chennevières-lès-Louvres é uma comuna francesa na região administrativa da Ilha de França, no departamento do Vale do Oise. Estende-se por uma área de 4.58 km². Em 2010 a comuna tinha 308 habitantes (densidade: 67,2 hab./km²).